# Wirty
Wirty (deutsch Wirthy) ist eine Siedlung des Schulzenamts (sołectwo) Borzechowo (deutsch Bordzichow) in der nordpolnischen Landgemeinde Zblewo (deutsch Hochstüblau) im Powiat Starogardzki der Woiwodschaft Pommern. Wirty ist heute vor allem bekannt durch sein Arboretum, das auf die preußischen königlichen Forsten Wirthy zurückgeht.

## Geografische und naturräumliche Lage

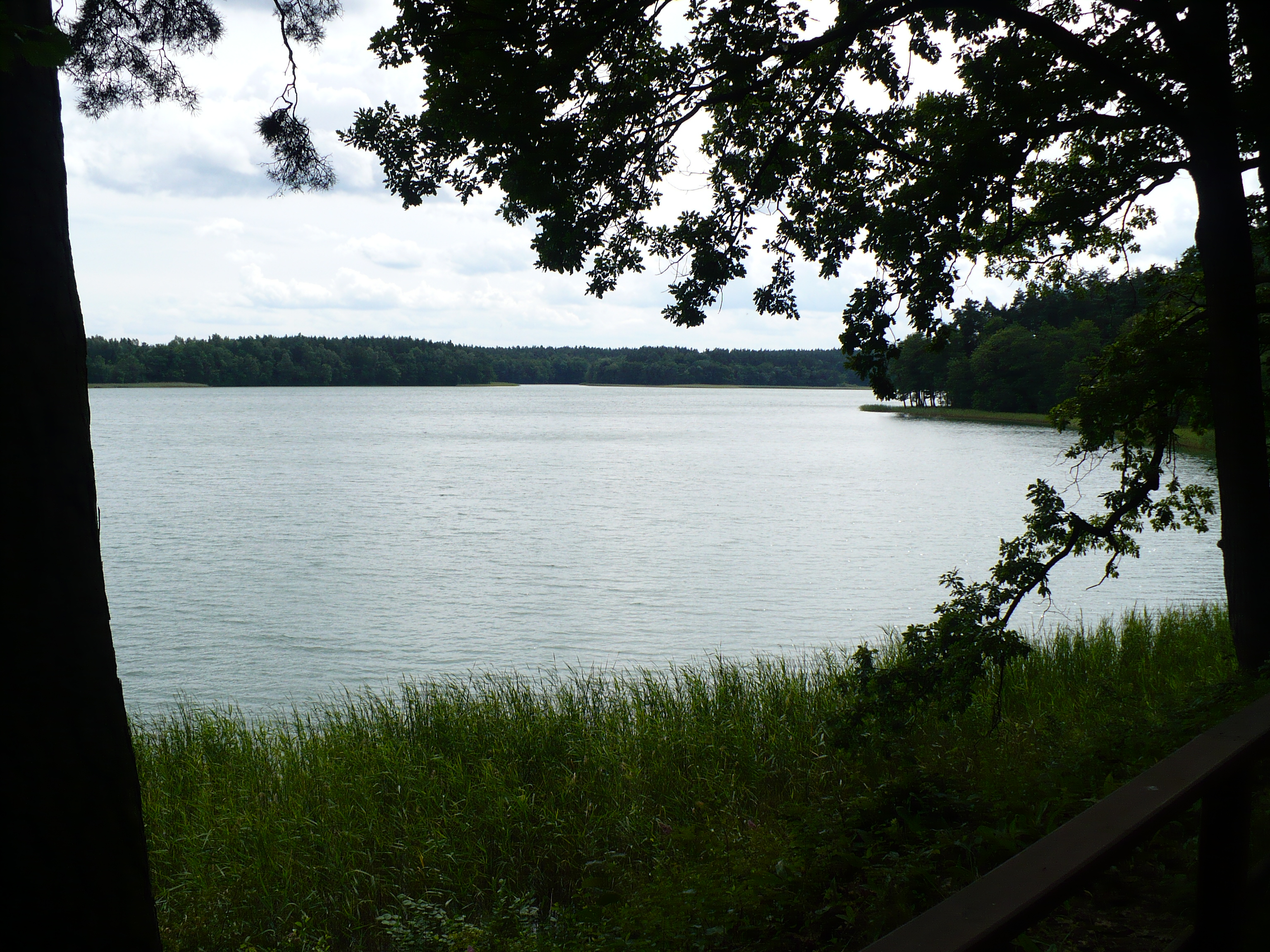
Der große Bordzichower See am Rand der Tucheler Heide

Wirty liegt rund 6 Kilometer südöstlich von Zblewo, 14 Kilometer südwestlich von Starogard Gdański (deutsch Preußisch Stargard) und 56 Kilometer südlich von Danzig. Die kleine Siedlung befindet sich im westlichen Weichselraum auf dem Baltischen Landrücken am Rand der Tucheler Heide, einer typischen weichselglazialen Sanderfläche.

## Geschichte
Wirthy war ein Teil der historischen Provinz Westpreußen.

### Forstgutsbezirk Wirthy
Nach Angabe des westpreußischen Pfarrers und Historikers Bernhard Stadié befand sich im Forst Wirthy eine königliche Oberförsterei, der auch das Forstetablissement Kaliska angehörte. An den nahegelegenen, sogenannten Bullerberg knüpfe sich die Sage vom Wilden Jäger, die Freiherr Wilhelm J.A. von Tettau und Joducus Dedatus Hubertus Temme in ihren Preußischen Sagen wiedergegeben hätten. Im westpreußischen Ortsverzeichnis als Forstgutsbezirk Wirthy geführt, war der Ort dem Landkreis Preußisch Stargard zugeordnet. 1905 verzeichnete die Siedlung 19 und 1910 75 Einwohner. Der polnische Name lautete Nadleśnictwo Jawornik, ab 1945 Jawornik und seit 1992 Wirty. Der Königliche Forst Wirthy erstreckte sich von Norden über die Bordzichower Seen (heute Jezioro Borzechowskie Wielkie) nach Süden bis zum Schwarzwasser, einem linken Nebenfluss der Weichsel. Die Försterei selbst lag nördlich der Seen und nördlich von Bordzichow.

### Arboretum Wirty

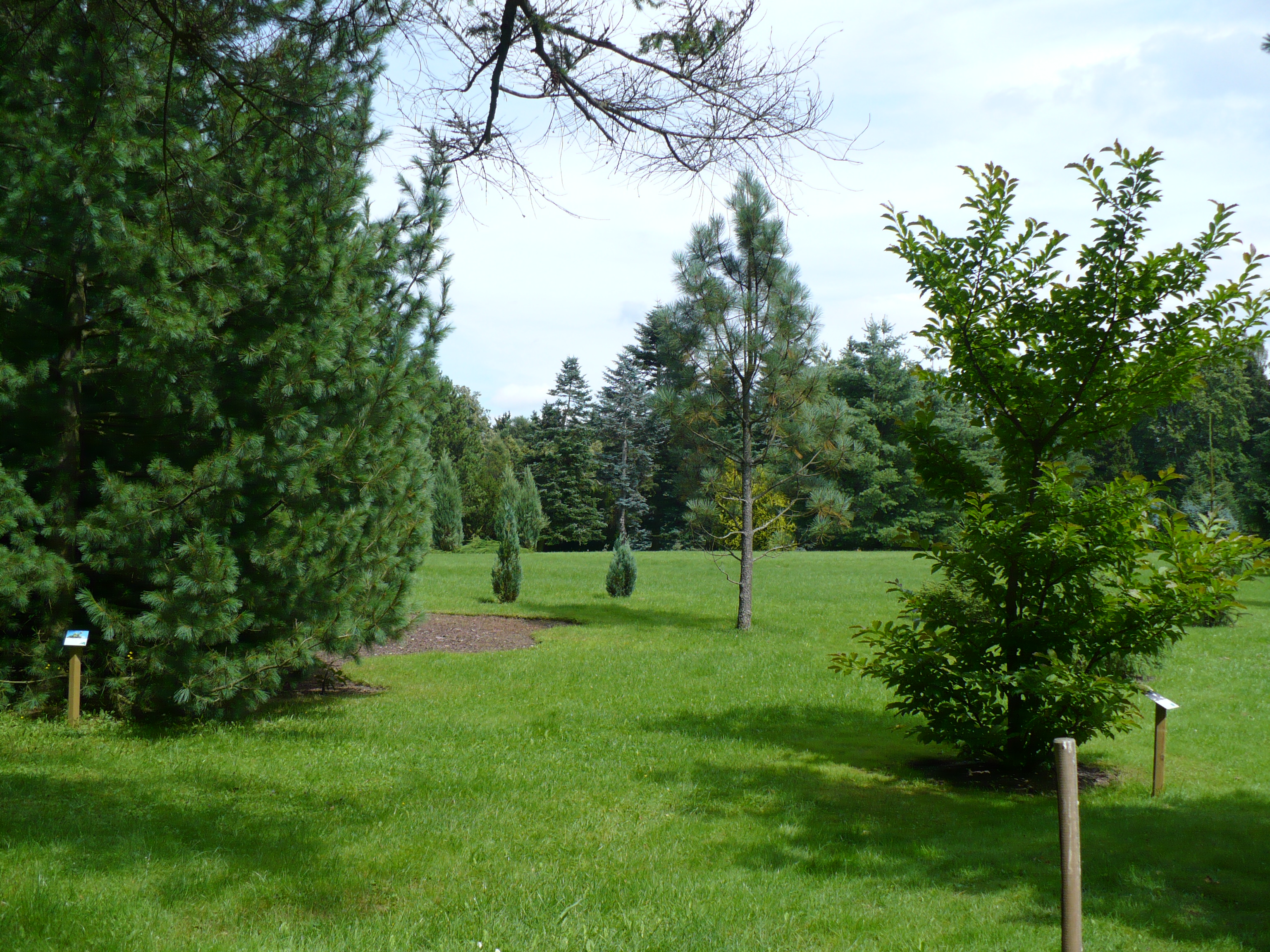
Arboretum Wirty im Juli 2007

Mitte des 19. Jahrhunderts wurde in der Oberförsterei Wirty eine Baumschule für Obstbäume und Sträucher angelegt. 1867 trat Adam Puttrich das Amt als königlicher Oberförster an, der Mitte der 1870er-Jahre die ersten exotischen Bäume anpflanzte. Aus den Kulturen ging das Arboretum Wirty hervor. Da das Jahr der ersten Pflanzung nicht mehr exakt nachzuvollziehen ist, gilt das Jahr 1875 als Gründungsjahr des Arboretums. Mitte der 1880er-Jahre nahm Puttrich eine enge Zusammenarbeit mit Adam Schwappach auf. Schwappach, unter anderem Professor an der Forstakademie Eberswalde und Abteilungsdirigent bei der preußischen Hauptstation des forstlichen Versuchswesens, erprobte zu dieser Zeit auf Versuchsflächen in Ostpreußen die Einführung von nicht ortsständigen, vor allem nordamerikanischen Bäumen. Puttrich und Schwappach schufen in Wirty dreißig Versuchsflächen.
Das heutige Arboretum versammelt auf einer Fläche von 33,61 Hektar über 700 verschiedene Baum- und Straucharten. In den 1990er-Jahren wurden zusätzliche Arten, vor allem aus dem fernöstlichen Raum, gesetzt. Das naturwissenschaftliche Studien- und Aufzuchtszentrum, Lehr- und Erholungsgebiet und zahlreiche Lehrpfade mit Informationstafeln legen einen Schwerpunkt auf Ausbildung und Vermittlung ökologischer Aspekte.

## Der Königliche Forst Wirthy in der Literatur
Die auf dem nahegelegenen Landgut Budda geborene Schriftstellerin Elisabeth Siewert (1867–1930) siedelte eine Szene ihrer Novelle Die Abenteuer der Oijamitza, die im letzten Viertel des 19. Jahrhunderts spielt, in den Forsten an. Die 16-jährige Gutsbesitzertochter Luise, vom Räuber Baßling Oijamitza genannt, war aus den Konventionen des Guts-Lebens ausgebrochen und hatte sich auf der Suche nach sich selbst und der (vermeintlichen) großen wilden Freiheit dem Räuber angeschlossen. Auf einem Streifzug durch die Wälder stellte Baßling fest:

„So weit ich mich orientiere: wir befinden uns in Klein-Wirthy, das ist ein Pflanzgarten im Wald, nahe einem Fortshaus, ein Revier mit Spazierwegen, Plätzen, Bänken, hübschen Anlagen und Seegelände. Man ergeht sich hier, man feiert Feste. Ja, hier ist alles Menschensorgfalt und Genußmittel. Das Aroma von gesellschaftlichem Treiben hängt in den Büschen. Seltsam, sogar auf der Buschinsel drüben steht eine weiße Bank, für zivilisierte Liebende gedacht, die sich nicht lieber auf den Mutterschoß der Erde legen, um zu ihrer Bestimmung zu kommen. Als reizende Ueberraschung blühten die zweiten Rosen an gehörig breiten Büschen neben Pfaffenhütchen, Weißbuchen und kurzem Eichenwuchs. Obstbäume mit roten blinkenden Äpfeln und rostbraunen oder grünen Birnen behängt, standen zwischen den Waldbrüdern wie Festgestalten.“

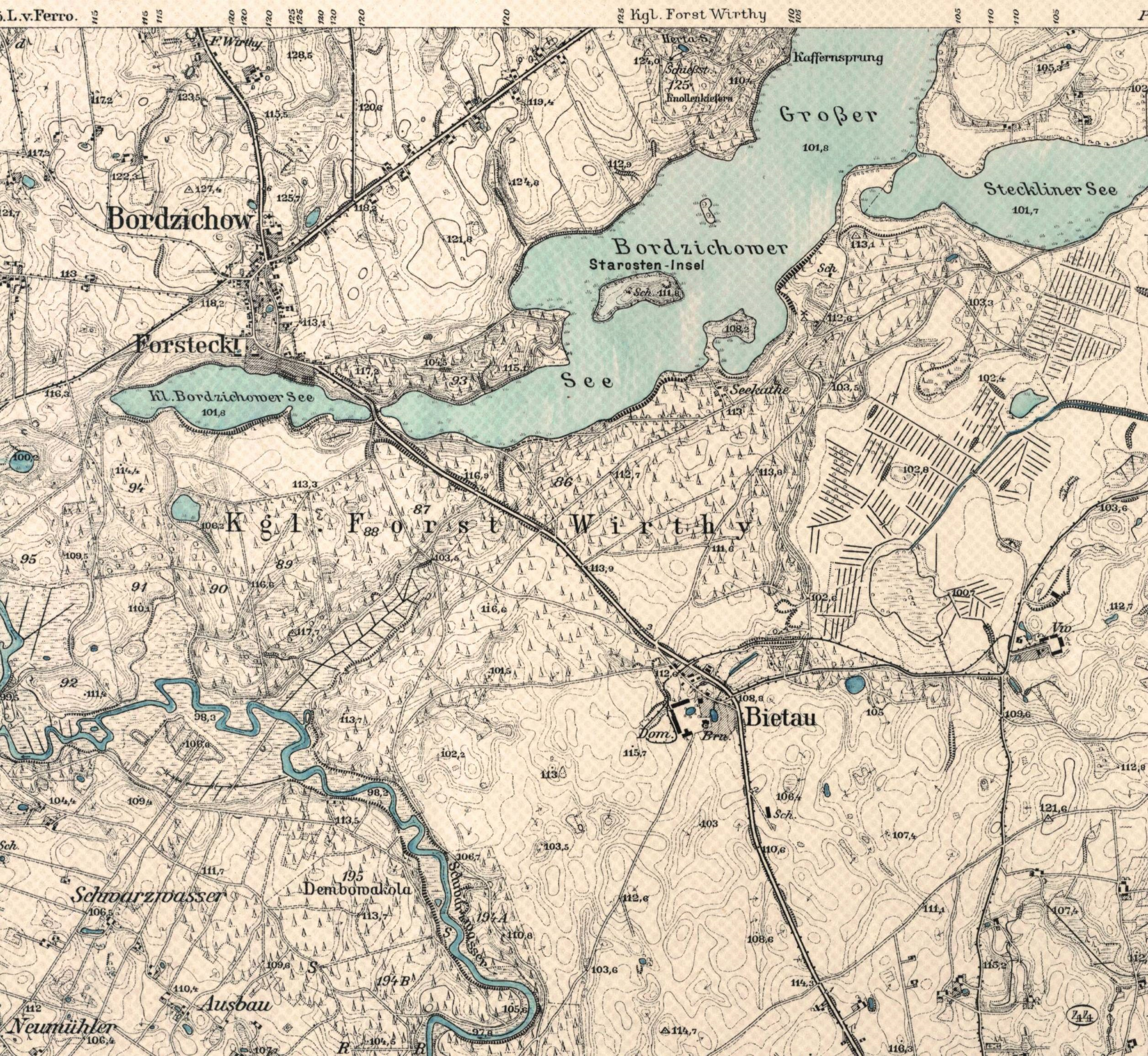
Königlicher Forst Wirthy und Umgebung. Preußische Landesaufnahme 1908, Messtischblatt (1:25.000).

Am See näherte sich ein Festzug der Forstgesellschaft:

„Von all den Menschen der Gesellschaft, die zu sehen waren, von all der Stattlichkeit, Pracht, Würde, dem Grotesken und der Schönheit, blieb eine Gestalt in Oijamitzas Sinn: ein schlankes, zartgesichtiges Mädchen […]. […] Daß sie Braut war, an der Hand des überaus angenehmen, intelligent und frisch aussehenden Forstbeamten, ihres Bräutigams, so seelenfroh wandelte, das tat sich ohne Umschweife kund. Die geschmackvollen Anlagen von Klein-Wirthy, der milde weißblinkende See, die nahen anmutreichen Uferzweige, zwischen denen seine Flut sternenartig blinkte, die auf den Inseln abgetrennten träumerischen Waldbäume, die frohen Obstbäume im Kiefernrevier, die zweiten festgefügten edlen Rosen an den Büschen, alles ringsum huldigte bereitwillig und erklärte schwärmerisch stark: Du herzliebe gute reine Braut, bist das Ziel unseres Ausdrucks. Einer meilenweiten Gegend Segen und Teilnahme und Phantasie sammelt sich um dein Haupt, du Braut, das verspüren wir wohl.“

Am Ende der Novelle schreibt Elisabeth Siewert dem jungen stattlichen Forstbeamten (jenes Forstbeamten und Bräutigams vom Festzug in Klein-Wirthy her) die Führung einer Verfolgergruppe zu, die den Räuber stellt und schließlich vor den Augen des Mädchens erschießt, womit die Träume Luise-Oijamitzas endgültig gescheitert sind.